# 氫氧化鋅
氫氧化鋅（Zinc hydroxide）是一種無機化合物，化學式為Zn(OH)2，是兩性的氫氧化物。氫氧化鋅由一個二價的鋅和兩個氫氧根離子組成。室溫下為白色固體，不溶於水。

## 化学性质
氢氧化锌具有两性，可溶于酸，也可溶于碱：
Zn(OH)2 + 2 H+ → Zn2+ + 2 H2O
Zn(OH)2 + 2 OH− → [Zn(OH)4]2-
氢氧化锌可溶于氨水，形成配合物：
Zn(OH)2 + 4 NH3·H2O → [Zn(NH3)4]2+ + 2 OH− + 4 H2O